# 비자푸르 술탄국
비자푸르 술탄국은 바흐마니 술탄국의 분열을 틈타서 1489년 데칸 지방을 중심으로 독립했던 이슬람 왕국으로, 아딜 샤히(페르시아어: عادل شاهیان) 왕조가 통치했다. 전성기의 비자푸르 술탄국은 당대 인도 아대륙에서 가장 강력한 국가 중 하나였으며, 1686년에 멸망할 당시에도 북인도의 무굴 제국에 이어 두 번째로 강력한 국가였다.
왕조의 창건자인 유수프 아딜 샤는 튀르크계(系) 출신으로서 이슬람의 시아파(派)에 속했으나 마라타인과 결혼한 뒤로는 마라타어(語)를 주요 언어로 정하고, 역대 왕들도 힌두교도에 대해 유화책을 썼다. 16세기 초엽 포르투갈 세력이 진출하자, 고아 만(灣)을 할양해 주고 이에 대항하다가 뒤에 이슬람 세력과 결탁하여 비자야나가르의 힌두 세력을 구축하였다. 
17세기 초엽에는 동북부에 세력을 신장하고 비다르 지방도 병합하였으나 그 뒤에 무굴 제국의 아우랑제브 왕이 데칸을 정복하게 되자 이들도 멸망하였다. 당시의 수도에는 오늘날에도 이슬람 지방 건축 양식을 대표할 수 있는 많은 주요 유적이 잔존하고 있다.